# Red Hat Enterprise Linux
A Red Hat Enterprise Linux (rövidítve RHEL) egy, a Red Hat által készített, kereskedelmi felhasználásra szánt Linux-disztribúció. A Red Hat 7 éves támogatást nyújt az összes megjelent verzióra. A Red Hat teljes támogatása és összes tréningje, a szoftver- és hardverfejlesztői bizonyítvány a Red Hat Enterprise Linux rendszerre összpontosul.
A RHEL új verziói 18-24 havonta jelennek meg. 
A Red Hat első Enterprise kiadása (Red Hat Linux 6.2E) lényegében a Red Hat Linux 6.2-es verziója különböző támogatási szintekkel. A RHEL első verziója eredetileg a „Red Hat Linux Advanced Server” nevet viselte. 2003-ban a Red Hat átnevezte a Red Hat Advanced Server-ről „Red Hat Enterprise Linux”-ra (RHEL) AS és két új változatot, RHEL ES és RHEL WS.

## Változatok
2005-ig a Red Hat 4 RHEL verziót fejlesztett ki (AS/ES/WS kiterjesztések nem hivatalosak):
- RHEL AS (Advanced Server)
- RHEL ES (Enterprise Server)
- RHEL WS (Workstation)
- Red Hat Desktop

Léteznek tanulási célra kifejlesztett változatok iskolák és tanulók számára amelyek kevésbé költségesek, és a Red Hat technikai támogatást nyújt hozzájuk a felhasználó kérésére.
Az emberek gyakran hibásan Enterprise Server-nek tartják az ES változatát, az AS-sel szemben. Ez azért lehet, mert a Novellnek létezik egy szerver-disztribúciója, a SuSE Linux Enterprise Server (SLES).

## Kapcsolat az ingyenes változatokkal
Eredetileg a RHEL Red Hat Linux alapokra épül. A későbbi verziók már a Fedora Core-ra épülnek. Majdnem minden harmadik Red Hat Linux (RHL) vagy Fedora Core (FC) verzió adja a RHEL alapját:
- RHL 6.2 → RHL 6.2E
- RHL 7.2 → RHEL 2.1
- RHL 9 → RHEL 3
- FC 3 → RHEL 4
- FC 6 → RHEL 5

## Klónok
Eredetileg a Red Hat kereskedelmi használatra szánt változata a Red Hat Linux, amely ingyen elérhető volt bárki számára, aki le akarta tölteni, mialatt a Red Hat a támogatásból jutott pénzhez. A Red Hat ezután a Red Hat Enterprise Linux irányában folytatta a fejlesztéseket, amely egy stabilnak szánt, hosszú távon támogatott rendszert valósít meg. A másik irány a Fedora Core, amelyhez nem jár támogatás.

## Verziók
- RHL 6.2E (Zoot), 2000. március 27.
- RHEL 2.1 AS (Pensacola), 2002. március 26.
- RHEL 2.1 ES (Panama), 2003. május.
- RHEL 3 (Taroon), Red Hat Linux 9 az alapja, 2003. október 22. (kernel 2.4.21-4)
  - RHEL 3 Update 1, 2004. január 16. (kernel 2.4.21-9)
  - RHEL 3 Update 2, 2004. május 12. (kernel 2.4.21-15)
  - RHEL 3 Update 3, 2004. szeptember 3. (kernel 2.4.21-20)
  - RHEL 3 Update 4, 2004. december 12. (kernel 2.4.21-27)
  - RHEL 3 Update 5, 2005. május 18. (kernel 2.4.21-32)
  - RHEL 3 Update 6, 2005. szeptember 28. (kernel 2.4.21-37)
  - RHEL 3 Update 7, 2006. március 17. (kernel 2.4.21-40)
  - RHEL 3 Update 8, 2006. július 20. (kernel 2.4.21-4)
  - RHEL 3 Update 9, 2007. június 20. (kernel 2.4.21-47)
- RHEL 4 (Nahant), Fedora Core 3 az alapja, 2005. február 15. (kernel 2.6.9-5)
  - RHEL 4 Update 1, 2005. június 8. (kernel 2.6.9-11)
  - RHEL 4 Update 2, 2005. október 5. (kernel 2.6.9-22)
  - RHEL 4 Update 3, 2006. március 12. (kernel 2.6.9-34)
  - RHEL 4 Update 4, 2006. augusztus 10. (kernel 2.6.9-42)
  - RHEL 4 Update 5, 2007. május 1. (kernel 2.6.9-55)
  - RHEL 4 Update 6, 2007. november 15. (kernel 2.6.9-67)
  - RHEL 4 Update 7, 2008. július 24. (kernel 2.6.9-78)
  - RHEL 4 Update 8, 2009. május 19. (kernel 2.6.9-89, Release Notes)
  - RHEL 4 Update 9, 2011. február 16. (kernel 2.6.9-100, Release Notes)
- RHEL 5 (Tikanga) Fedora Core 6 az alapja
  - Beta 1 – 2006. szeptember 7.
  - Beta 2 – 2006. november 20.
  - RHEL 5.0, 2007. március 15. (kernel 2.6.18-8, Release Notes)
  - RHEL 5,1, 2007. november 7. (kernel 2.6.18-53, Release Notes)
  - RHEL 5.2, 2008. május 21. (kernel 2.6.18-92, Release Notes)
  - RHEL 5.3, 2009. január 20. (kernel 2.6.18-128, Release Notes)
  - RHEL 5.4, 2009. szeptember 2. (kernel 2.6.18-164, Release Notes)
  - RHEL 5.5, 2010. március 30. (kernel 2.6.18-194, Release Notes)
  - RHEL 5.6, 2011. január 13. (kernel 2.6.18-238, Release Notes)
  - RHEL 5.7, 2011. július 21. (kernel 2.6.18-274, Release Notes)
  - RHEL 5.8, 2012. február 20. (kernel 2.6.18-308, Release Notes)
  - RHEL 5.9, 2013. január 7. (kernel 2.6.18-348, Release Notes)
  - RHEL 5.10, 2013 október 1. (kernel 2.6.18-371, Release Notes)
  - RHEL 5.11, 2014 szeptember 16. (kernel 2.6.18-398, Release Notes)
- RHEL 6 (Santiago), Fedora 12 és Fedora 13 az alapja, 2010. november 10. 2.6.32-71 Linux kernelt használ (Release Notes).
  - 6.1, amely Update 1-ként is ismert, 2011. május 19. (kernel 2.6.32-131, Release Notes és Release Announcement)
  - 6.2, amely Update 2-ként is ismert, 2011. december 6. (kernel 2.6.32-220, Release Notes és Errata for release Archiválva 2012. január 30-i dátummal a Wayback Machine-ben)
  - 6.3, amely Update 3-ként is ismert, 2012. június 20. (kernel 2.6.32-279, Release Notes)
  - 6.4, amely Update 4-ként is ismert, 2013. február 21. (kernel 2.6.32-358, Release Notes)
  - 6.5, amely Update 5-ként is ismert, 2013. november 21. (kernel 2.6.32-431, Release Notes)
  - 6.6, amely Update 6-ként is ismert, 2014. október 14. (kernel 2.6.32-504, Release Notes)
  - 6.7, amely Update 7-ként is ismert, 2015. július 22. (kernel 2.6.32-573, Release Notes)
  - 6.8, amely Update 8-ként is ismert, 2016. május 10. (kernel 2.6.32-642, Release Notes)
- RHEL 7 (Maipo), Fedora 19 és Fedora 20 az alapja
  - RHEL 7.0 GA, 2014. június 9. (kernel 3.10.0-123, Release Notes)
  - RHEL 7.1, 2015. március 5. (kernel 3.10.0-229, Release Notes)
  - RHEL 7.2, 2015. november 19. (kernel 3.10.0-327, Release Notes)
  - RHEL 7.3, 2016. november 3. (kernel 3.10.0-514, Release Notes)
  - RHEL 7.4, 2017. augusztus 1. (kernel 3.10.0-693, Release Notes)
  - RHEL 7.5, 2018. április 10. (kernel 3.10.0-862, Release Notes)
  - RHEL 7.6, 2018. október 30. (kernel 3.10.0-957, Release Notes)
  - RHEL 7.7, 2019. augusztus 6. (kernel 3.10.0-1062, Release Notes)
  - RHEL 7.8, 2020. március 31. (kernel 3.10.0-1127, Release Notes)
  - RHEL 7.9, 2020. szeptember 29. (kernel 3.10.0-1160, Release Notes)
- RHEL 8 (Ootpa), Fedora 28 az alapja
  - RHEL 8.0, 2019. május 7. (kernel 4.18.0-80, Release Notes)
  - RHEL 8.1, 2019. november 5. (kernel 4.18.0-147, Release Notes)
  - RHEL 8.2, 2020. április 28. (kernel 4.18.0-193, Release Notes)
  - RHEL 8.3, 2020. október 29. (kernel 4.18.0-240, Release Notes)

## Külső hivatkozások
- RHEL weboldala
- Red Hat hivatalos weboldala